# José Pemartín Sanjuán
José Pemartín Sanjuán (Jerez de la Frontera, Cadis, 29 de febrer de 1888 - Madrid, 6 de febrer de 1954) va ser un polític i escriptor espanyol. Germà del polític Julián Pemartín Sanjuán.

## Biografia
Fill d'una família de cellerers de Jerez, va rebre la seva formació a França, viatjant per diversos llocs d'Europa. Es va comprometre des d'un principi amb la Dictadura de Primo de Rivera, ocupant càrrecs de responsabilitat i arribant a ser designat com a membre de l'Assemblea Nacional Consultiva en 1927. Va donar a conèixer el seu pensament a través d'articles en diaris, conferències, i sobretot, en la seva obra Los valores históricos en la Dictadura española (1928).
Durant la Segona República va ser un dels fundadors de la Unión Monárquica Nacional, i després va passar a militar a Renovación Española. Va ser un dels mentors més destacats de José Antonio Primo de Rivera i col·laborà en la revista de pensament conservador Acción Española. Posteriorment ingressaria a Falange Española.
Es va adherir a l'alçament de juliol de 1936, i fou nomenat cap del Servei Nacional d'Ensenyament Superior i Mitjana del Ministeri d'Educació Nacional (1938), influint en la redacció dels plans d'estudi dels primers anys del franquisme. En 1949 fou escollit acadèmic de la Reial Acadèmia de Ciències Morals i Polítiques.

## Obres
- Los valores históricos en la Dictadura española (Madrid, Junta de propaganda patriótica y ciudadana, 1929).
- Qué es "lo nuevo" : consideraciones sobre el momento español presente. (Sevilla : Cultura Española, 1937)
- Introducción a una filosofía de lo temporal; doce lecciones sobre espacio,tiempo,causalidad. Conferencias destinadas al curso para estudiantes universitarios abierto en Madrid (Sevilla, Imp.Álvarez y Zambrano, 1937).
- Los orígenes del Movimiento. (Burgos: Hijos de Santiago Rodríguez, 1938)
- Algunas enseñanzas de la crisis mundial : vitalidad de las formas políticas, conferencia pronunciada el día 6 de junio de 1945. (Madrid : Sucesores de Rivadeneyra, 1945)